# Kolonia Wandy (Siemianowice Śląskie)
Kolonia Wandy – dawna kolonia robotnicza, powstała na terenach dzisiejszych Siemianowic Śląskich, w dzielnicy Centrum.  
Kolonia powstała w tym samym okresie co pobliska kolonia Hugo, pod koniec lat 50. XIX wieku. Obejmowała ona obszar w rejonie dzisiejszych ulic: Powstańców, P. Śmiłowskiego, Cmentarnej i Komuny Paryskiej, a jej nazwa została nadana na cześć Wandy von Gaschin Henckel von Donnersmarck.
Pierwotnie kolonię stanowiły dwa szeregi jednakowych domów powstałych po południowej stronie dzisiejszej ulicy Powstańców oraz ulic: A. Szeflera i Dworcowej. W późniejszym czasie wytyczono kolejne ulice, w tym P. Śmiłowskiego czy Komuny Paryskiej, a z biegiem czasu nowa zabudowa kolonii zastąpiła starą. W dniu 22 stycznia 1890 roku tereny kolonii Wandy włączono w granice powołanej wówczas gminy Huta Laura. W 1894 roku w rejonie ulicy Komuny Paryskiej (zachodnia pierzeja pomiędzy ulicą Obwodową a ulicą P. Śmiłowskiego) powstała zabudowa robotnicza dla pracowników Fabryki Kotłów Parowych Fitznera. Na przełomie XIX i XX wieku główna ulica kolonii Wandy (od 1936 roku ulica Powstańców) była już w znacznej części zabudowana mieszczańskimi kamienicami.
W 1923 lub 1924 roku gminę Huta Laura, a wraz z tym tereny kolonii Wandy, połączono z gminą Siemianowice. Obecnie pozostałością historycznej kolonii Wandy są parterowe domy wzdłuż ulicy P. Śmiłowskiego 25-33. Zachowane budynki nie figurują w gminnej ewidencji zabytków.